# Mosul
Mosul (arabsko الموصل‎, latinizirano: al-Mawṣil, izgovorjava [alˈmawsˤil] (), locally [ɪlˈmoːsˤɪl]; kurdsko مووسڵ, latinizirano: Mûsil, turško Musul; sirsko ܡܘܨܠ, latinizirano: Māwṣil) je mesto z 1,8 milijona prebivalcev (ocena 2023)  v severnem Iraku, ki služi kot glavno mesto guvernerja Ninive. Mesto velja za drugo največje mesto v Iraku po številu prebivalcev in površini za prestolnico Bagdadom. Mosul je približno 400 km severno od Bagdada ob reki Tigris. Metropolitansko območje Mosula je zraslo iz starega mesta na zahodni strani in obsega znatna območja tako na levem bregu (vzhodna stran) kot na desnem bregu (zahodna stran), kot domačini imenujejo oba rečna bregova. Mosul na vzhodni strani obdaja ruševine starodavnega asirskega mesta Ninive – nekoč največjega mesta na svetu.
Mosul velja za eno večjih in zgodovinsko in kulturno pomembnejših mest arabskega sveta. Zaradi strateške lege Mosula je tradicionalno služil kot središče mednarodne trgovine in potovanj. Severnomezopotamsko narečje arabščine, splošno znano kot Moslavi, je dobilo ime po Mosulu in je v regiji zelo razširjeno. Skupaj z bližnjim Ninivskimi planotami je Mosul eno od zgodovinskih središč asirskega ljudstva.
Mosul in njegova okolica imata etnično in versko raznoliko prebivalstvo; na začetku 21. stoletja so večino prebivalstva tvorili Arabci in manjšine Kurdov, Asircev, Iračanov, Turkmenov, Jazidov, Armencev in Šabakov.  Sunitski islam je največja religija, vendar obstaja veliko število kristjanov, pa tudi pripadnikov drugih ločin islama in drugih manjšinskih religij.
V preteklosti sta bila najpomembnejša proizvoda mosulske regije marmor in nafta. V mestu sta Mosulska univerza in priznan Medicinski kolegij, ki skupaj tvorita enega od največjih izobraževalnih in raziskovalnih središč v Iraku in na Bližnjem vzhodu. Univerza je na zahtevo vodstva ISIL trenutno zaprta, Medicinski kolegij pa je še odprt, vendar komajda deluje. 
Do leta  2014 je bilo v mestu zgodovinsko središče Asirske vzhodne cerkve domorodnih Asircev. V mestu so bili grobovi več prerokov iz Stare zaveze, med njimi tudi Jonov, katerega je okupacijska vojska ISIL julija 2014 uničila. Mosul je trenutno prizorišče srdite bitke med pripadniki Islamske države in iraško vojsko, ki ob podpori lokalnih milic ter tujih sil poskuša ponovno zavzeti mesto.

## Etimologija
Ime mesta prvič omenja Ksenofont v svojih ekspedicijskih dnevnikih v Ahemenidski Asiriji leta 401 pred našim štetjem, med vladavino Ahemenidskega cesarstva. Tam opazi majhno asirsko mesto Mépsila (starogrško Μέψιλα) na Tigrisu okoli mesta, kjer je danes Mosul (Anabasis, III.iv.10). Morda bi bilo varneje identificirati Ksenofontovo Mépsilo z mestom Iski Mosul ali 'Stari Mosul', približno 30 km severno od sodobnega Mosula, kjer je bilo šest stoletij po Ksenofontovem poročilu zgrajeno središče Sasanidskega cesarstva Budh-Ardhašir. Vsekakor je Mepsila nedvomno koren sedanjega imena.
V sedanji arabski obliki in črkovanju izraz Mosul ali bolje rečeno Mavsil pomeni 'povezovalna točka' - ali ohlapno 'mesto stičišča' v arabščini. Na vzhodni strani Mosula so ruševine starodavnega mesta Ninive in Asirci še vedno imenujejo celotno mesto Ninive (ali Ninveh).
Mosul ima tudi vzdevek al-Faiha ('Raj'), al-Khaḍrah ('Zeleni') in al-Hadbah ('grbasti'). Včasih ga imenujejo 'Biser severa' in 'mesto milijona vojakov'.

## Zgodovina

### Antika in zgodnji srednji vek
Območje, kjer leži Mosul, je bilo sestavni del Asirije že od 25. stoletja pr. n. št. Po Akadskem kraljestvu (2335–2154 pr. n. št.), ki je združil vsa ljudstva Mezopotamije pod eno vladavino, je Mosul ponovno postal nepretrgan del ožje Asirije od okoli leta 2050 pr. n. št. do padca Novoasirskega cesarstva med 612 in 599 pr. n. št. Mosul je ostal znotraj geopolitične province Asirije še nadaljnjih 13 stoletij (kot del Ahemenidske Asirije, Selevkidov, Rimske Asirije in Sasanidskega Asōristāna) do zgodnjih muslimanskih osvajanj sredi 7. stoletja. Po muslimanskih osvajanjih je regija doživela postopen pritok muslimanskih arabskih, kurdskih in turških ljudstev, čeprav so avtohtoni Asirci še naprej uporabljali ime Atura za cerkveno provinco.
Ninive so bile eno najstarejših in najpomembnejših mest v antiki in so bile poseljene že leta 6000 pred našim štetjem. Mesto je omenjeno v Starem asirskem cesarstvu (2025–1750 pr. n. št.) in med vladavino Šamši-Adada I. (1809–1776 pr. n. št.) je bilo navedeno kot središče čaščenja boginje Ištar, kar je ostalo tudi med Srednje asirskim cesarstvom (1365–1056 pr. n. št.). Med Novo asirskim cesarstvom (911–605 pr. n. št.) so Ninive rasle po velikosti in pomenu, zlasti od vladavine Tukulti-Ninurte II. in Ašurnasirpala II. (883–859 pr. n. št.) naprej; je izbral mesto Kalhu (biblijski Calah, današnji Nimrud) za svojo prestolnico namesto starodavne tradicionalne prestolnice Aššur (Ašur), 30 km od današnjega Mosula.
Nato so zaporedni asirski cesarji-monarhi, kot so Šalmaneser III., Adad-nirari III., Tiglat-Pileser III., Šalmaneser V. in Sargon II., nadaljevali s širitvijo mesta. Okrog leta 700 pr. n. št. je kralj Senaherib Ninive naredil za novo prestolnico Asirije. Opravljena so bila ogromna gradbena dela in Ninive so po velikosti in pomenu zasenčile Babilon, Kalhu in Ašur, zaradi česar so postale največje mesto na svetu. Mnogi učenjaki verjamejo, da so bili babilonski viseči vrtovi v Ninivah.
Grič Kujundžik v Mosulu je kraj palač kralja Senaheriba in njegovih naslednikov Esarhadona, Asurbanipala (ki je ustanovil Asurbanipalovo knjižnico), Ašur-etil-ilanija, Sin-šumu-liširja in Sin-šar-iškuna. Asirsko cesarstvo je začelo razpadati leta 626 pr. n. št., zajelo ga je desetletje brutalnih notranjih državljanskih vojn, ki so ga močno oslabile. Od vojne opustošeno Asirijo je leta 616 pr. n. št. napadla velika koalicija njenih nekdanjih podložnikov, predvsem njihovih babilonskih sorodnikov iz južne Mezopotamije, skupaj z Medijci, Perzijci, Kaldejci, Skiti, Kimerijci in Sagartijci. Ninive so padle po obleganju in hudih bojih od hiše do hiše leta 612 pred našim štetjem med vladavino Sin-šar-iškuna, ki je bil ubit med obrambo svoje prestolnice. Njegov naslednik Ašur-ubalit II. se je prebil iz Niniv in ustanovil novo asirsko prestolnico v Haranu (danes v jugovzhodni Turčiji).
Anatolija s kratkotrajnim Medijskim cesarstvom in naslednjim Ahemenidskim cesarstvom (546–332 pr. n. št.), je bila del geopolitične province Atura (Asirija), kjer sta regija in Asirija nasploh doživeli pomemben gospodarski preporod.
Mosul je postal del Selevkidskega cesarstva po Aleksandrovih osvajanjih leta 332 pr. Čeprav je malo znanega o mestu iz helenističnega obdobja, je Mosul verjetno pripadal selevkidski satrapiji v Siriji, grškem izrazu za Asirijo (»Sirija« je prvotno pomenila Asirija in ne sodobna država Sirije), ki jo je Partsko cesarstvo osvojilo okrog leta 150 pr. n. št.
Mosul je znova zamenjal lastnika z vzponom Sasanidskega cesarstva leta 225 in postal del sasanidske province Asōristān. Krščanstvo je bilo med avtohtonimi Asirci v Mosulu prisotno že v 1. stoletju, čeprav je starodavna mezopotamska vera ostala močna do 4. stoletja. V 6. stoletju je postal škofovski sedež Vzhodne asirske cerkve.
Leta 637 (drugi viri pravijo 641), v obdobju kalifa Omarja, je Mosul med zgodnjimi arabskimi muslimanskimi vpadi in osvajanji priključil Rašidunskemu kalifatu Utba ibn Farkad al-Sulamija, po katerem je Asirija kot geopolitična entiteta razpadla.

### 9. stoletja do 1535
V poznem 9. stoletju so turški dinasti Išak ibn Kundadž in njegov sin Muhamad prevzeli nadzor nad Mosulom, vendar je leta 893 Mosul ponovno prišel pod neposredno oblast Abasidskega kalifata. V začetku 10. stoletja je Mosul prišel pod nadzor domače arabske dinastije Hamdanid. Iz Mosula so Hamdanidi pod vodstvom Abdalaha ibn Hamdana in njegovega sina Nasirja al-Davleja razširili svoj nadzor nad Gornjo Mezopotamijo za več desetletij, najprej kot guvernerji Abasidov in kasneje kot de facto neodvisni vladarji. Stoletje kasneje jih je izpodrinila dinastija Ukajlid.
Mosul je v 11. stoletju osvojilo Seldžuško cesarstvo. Po obdobju pod napol neodvisnim atabegom, kot je bil Mavdud, je leta 1127 postalo središče moči dinastije Zengid. Saladin je leta 1182 neuspešno oblegal mesto Mosul. Po osvojitvi Alepa leta 1183, s čimer se je končala zengidska vladavina v Siriji, je Saladin konec leta 1185 izvedel zadnjo ofenzivo proti Mosulu v upanju na lahko zmago nad domnevno demoraliziranim zengidskim emirjem iz Mosula Masudom, vendar je propadel zaradi nepričakovano močnega odpora mesta in hude bolezni, zaradi katere se je Saladin umaknil v Haran. Na spodbudo Abasidov sta se Saladin in Masud marca 1186 pogajala o pogodbi, ki je pustila Zengidom nadzor nad Mosulom, vendar pod obveznostjo, da bodo Ajubidom zagotovili vojaško podporo, ko jo bodo zahtevali. Mesto je ostalo pod nadzorom Zengidov, dokler Badr al-Din Lulu' ni prevzel oblasti od 1234 do 1259.
Med zadnjo fazo mongolske invazije na Perzijo in Mezopotamijo je leta 1258 Badr al-Din Lulu', ko je bil star približno 80 let, osebno odšel v Merago, da bi ponudil svojo podrejenost mongolskemu osvajalcu Hulegu. Badr al-Din je pomagal kanu v njegovih naslednjih akcijah v Siriji. Mosulu je bilo prihranjeno uničenje, vendar je Badr al-Din umrl kmalu zatem leta 1259. Badr al-Dinov sin je nadaljeval po očetovih stopinjah, vendar se je po porazu Mongolov v bitki pri Ain Džalutu (1260) proti mamelukom postavil na stran slednjih in se uprl Mongolom. Hulegu je nato devet mesecev oblegal mesto Mosul in ga leta 1262 uničil. Kasneje je Mosul ponovno pridobil nekaj pomembnosti, vendar si nikoli ni povrnil svojega prvotnega sijaja. Mosulu sta od takrat vladala mongolski Ilkanat in sultanat Džalairid in se je izognil Timurjevemu uničenju.
Leta 1165 je šel skozi Mosul Benjamin iz Tudele. Pisal je o judovski skupnosti s približno 7000 ljudmi, ki jo je vodil rabin Zakai, za katerega se domneva, da je potomec Davidove linije. V letih 1288–89, ko je bil eksilarh v Mosulu, je podpisal podporni dokument za Maimonidesa. V začetku 16. stoletja je bil Mosul pod turkmensko federacijo Ak Kojunlu, vendar ga je leta 1508 osvojila iranska dinastija Safavidov.

### Osmansko obdobje
Kar se je začelo kot neredni napadi leta 1517, je bilo dokončano leta 1538, ko je osmanski sultan Sulejman Veličastni dodal Mosul svojemu cesarstvu, tako da ga je zavzel svojemu glavnemu rivalu Safavidski Perziji. Od takrat naprej je Mosul upravljal paša. Mosul je bil znan po svojem obzidju, ki ga je sestavljalo sedem vrat z velikimi stolpi, sloviti bolnišnici (maristan) in pokriti tržnici (kajsarija), ter tkaninah in cvetoči trgovini.
Osmansko cesarstvo je Mezopotamijo pridobilo leta 1555 z mirom v Amasiji, toda vse do Zuhabske pogodbe leta 1639 osmanski nadzor nad Mezopotamijo ni bil odločilen. Po miru v Amasiji so Safavidi znova zavzeli večino Mezopotamije med vladavino kralja Abasa I. (vladal 1588–1629). Med na novo imenovanimi safavidskimi guvernerji Mezopotamije v teh letih je bil Kasem Sultan Afšar, ki je bil leta 1622 imenovan za guvernerja Mosula. Pred letom 1638 so Osmani imeli Mosul »še vedno zgolj za trdnjavo, pomembno zaradi svojega strateškega položaja kot ofenzivne platforme za osmanske pohode v Irak, pa tudi za obrambno trdnjavo in postojanko, ki je varovala pristope do Anatolije in sirske obale. Z osmansko ponovno osvojitvijo Bagdada (1638) je Mosulska liva postala neodvisna vilaja.«:202
Kljub temu, da je bil del Osmanskega cesarstva, je Mosul v štirih stoletjih osmanske vladavine veljal za »najbolj neodvisno okrožje« na Bližnjem vzhodu, po rimskem modelu posredne vladavine prek lokalnih veljakov.:203–204 »Mosulska kultura se je razvijala manj po osmansko-turški kot po iraško-arabski liniji in turščina, uradni jezik države, zagotovo ni bila prevladujoč jezik v provinci.«
V skladu s svojim statusom politično stabilne trgovske poti med Sredozemljem in Perzijskim zalivom se je Mosul močno razvil v 17. in zgodnjem 18. stoletju. Tako kot razvoj mameluške dinastije v Bagdadu se je v tem času »družina DŽalili uveljavljala kot nesporni gospodar Mosula« in »pomagala povezovati Mosul s predosmansko, predturkmensko, predmongolsko in arabsko kulturno dediščino, kar naj bi mesto postavilo na pot, da si ponovno pridobi nekaj ugleda in pomembnosti, ki ju je uživalo pod zlato vladavino Badr ad-Din Lulu'a.«
Skupaj z družinama al-Umari in Tasin al-Mufti so Džalili oblikovali »urbano majhno in srednje plemstvo ter novo posestniško elito«, ki je premaknila nadzor prejšnjih podeželskih plemen. Take družine se ustanovijo prek zasebnega podjetja, utrdijo svoj vpliv in premoženje z najemnino zemlje in davki na proizvodnjo.
Tako kot izvoljeni uradniki so na družbeno arhitekturo Mosula močno vplivali dominikanski očetje, ki so leta 1750 prispeli v Mosul, poslal pa jih je papež Benedikt XIV. (Mosul je imel veliko krščanskega prebivalstva, pretežno avtohtonih Asircev). Leta 1873 so jim sledile dominikanske redovnice, ki so ustanovile šole, zdravstvene klinike, tiskarno, sirotišnico in delavnice za poučevanje deklet šivanja in vezenja. Kongregacija dominikanskih sester, ustanovljena v 19. stoletju, je imela še v začetku 21. stoletja matično hišo v Mosulu. Več kot 120 asirskih iraških sester je pripadalo tej kongregaciji.
V 19. stoletju je osmanska vlada začela ponovno prevzemati osrednji nadzor nad svojimi oddaljenimi provincami. Njihov cilj je bil »obnoviti osmansko zakonodajo in pomladiti vojsko« ter oživiti »varno davčno osnovo za vlado«.:24–26 Da bi ponovno vzpostavil oblast, je sultan leta 1834 odpravil javne volitve za guvernerja, in začel »nevtralizirati] lokalne družine, kot so Džalili in njihov razred« in neposredno imenovati nove guvernerje, ki niso Maslavi (Mosulčani). V skladu s svojo ponovno vključitvijo v okvir centralne vlade se je moral Mosul uskladiti z novo osmansko reformno zakonodajo, vključno s standardizacijo tarifnih stopenj, konsolidacijo notranjih davkov in integracijo upravnega aparata s centralno vlado.
Ta proces se je začel leta 1834 z imenovanjem Bajraktarja Mehmed Paše, ki naj bi vladal Mosulu naslednja štiri leta. Po njegovi vladavini je osmanska vlada (v želji, da bi še vedno omejila vpliv močnih lokalnih družin) imenovala vrsto guvernerjev v hitrem zaporedju, ki so vladali »samo za kratek čas, preden so bili poslani nekam drugam, da bi vladali, kar je onemogočilo nobenega od njih doseči znatno bazo lokalne moči.« Pomen Mosula kot trgovskega središča je upadel po odprtju Sueškega prekopa, ki je omogočil, da je blago skozi Mosul potovalo v Indijo in iz nje po morju namesto po kopnem.
Mosul je bil glavno mesto vilajeta Mosul, enega od treh vilajetov (provinc) Osmanskega Iraka, s kratko prekinitvijo leta 1623, ko je mesto zavzela Perzija.

### 1918 do 1990
Ob koncu prve svetovne vojne oktobra 1918 so britanske sile po premirju v Mudrosu zasedle Mosul. Po vojni sta mesto in okolica postala del britanskega okupiranega Iraka (1918–1920) in nato Mandatnega Iraka (1920–1932). Ta mandat je izpodbijala Turčija, ki je še naprej zahtevala območje z utemeljitvijo, da je bilo med podpisom premirja pod osmanskim nadzorom.
V Lozanskem sporazumu je bil spor glede Mosula prepuščen prihodnjemu reševanju Društva narodov. Leta 1926 je bila iraška posest Mosula potrjena s sporazumom med Turčijo in Veliko Britanijo, ki ga je posredovalo Društvo narodov. Nekdanji osmanski vilajet Mosul je postal guverner Ninive v Iraku, vendar je Mosul ostal glavno mesto province.
Mosul je znova oživel z odkritjem nafte na tem območju od poznih 1920-ih naprej. Postal je povezava za pretok nafte prek tovornjakov in cevovodov v Turčijo in Sirijo. Rafinerija Kjuarah je bila zgrajena v približno eni uri vožnje od mesta in je bila uporabljena za predelavo katrana za projekte gradnje cest. Med iransko-iraško vojno je bila poškodovana, vendar ne uničena.
Odprtje Univerze v Mosulu leta 1967 je omogočilo izobraževanje mnogim v mestu in okolici.
Po iraških uporih leta 1991 je bil Mosul vključen v severno območje prepovedi letenja, ki so ga med letoma 1991 in 2003 uvedle in nadzorovale Združene države in Velika Britanija.
Čeprav je to preprečilo Sadamovim silam, da bi znova začele obsežne vojaške operacije v regiji, ni ustavilo njegovega režima pri izvajanju stalne politike 'arabizacije', s katero se je demografija nekaterih območij guvernata Ninive postopoma spremenila. Kljub temu programu so Mosul in njegova okoliška mesta in vasi ostali dom mešanici Arabcev, Kurdov, Asircev, Armencev, Turkmenov, Šabakov, nekaj Judov in izoliranih populacij Jezidov, Mandejcev, Kavlijev in Čerkezov.
Sadam je lahko postavil dele 5. armade v garnizijo v Mosul, mednarodno letališče v Mosulu je imel pod vojaškim nadzorom in je iz Mosula veliko rekrutiral za svoje vojaške častnike. To je morda zato, ker je bila večina častnikov in generalov iraške vojske iz Mosula veliko pred Sadamovim režimom.

### Ameriška invazija 2003
Ko je bila leta 2003 načrtovana invazija na Irak, so ZDA prvotno nameravale namestiti vojake v Turčiji in izvesti prodor v severni Irak, da bi zavzele Mosul, vendar je turški parlament zavrnil izdajo dovoljenja za operacijo. Ko je marca 2003 izbruhnila vojna v Iraku, je bila ameriška vojaška dejavnost na tem območju omejena na strateško bombardiranje s posebnimi silami, ki so jih v bližini spustile iz zraka. Mosul je padel 11. aprila 2003, ko je 5. korpus iraške vojske, zvest Sadamu, zapustil mesto in se predal dva dni po padcu Bagdada. Specialne enote ameriške vojske s kurdskimi borci so hitro prevzele civilni nadzor nad mestom. Nato se je začelo obsežno ropanje, preden je bil dosežen dogovor o odstopu celotnega nadzora ameriškim silam.
22. julija 2003 sta bila sinova Sadama Huseina, Udaj Hussein in Kusaj Hussein, ubita v streljanju s koalicijskimi silami v Mosulu po neuspelem poskusu njunega prijetja. Mosul je služil tudi kot operativna baza za 101. letalsko-desantno divizijo ameriške vojske med okupacijsko fazo operacije Iraška svoboda. Med svojim mandatom je 101. letalsko-desantna divizija lahko obsežno pregledala mesto in po nasvetu 431. bataljona za civilne zadeve, nevladnih organizacij in prebivalcev Mosula začela obnovitvena dela z zaposlitvijo prebivalcev Mosula v varnosti, elektriki, lokalno upravljanje, pitna voda, odpadna voda, odlaganje smeti, ceste, mostovi in okoljska vprašanja.
Druge enote ameriške vojske, ki so zasedle mesto, so bile bojna ekipa 4. brigade 1. konjeniške divizije, 172. brigada Stryker, 3. brigada - 2. pehotna divizija, 18. inženirska brigada (boj), četa Alpha, 14. inženirski bataljon - 555. bojni inženir brigade, 1. brigada-25. pehotna divizija, 511. četa vojaške policije, 812. četa vojaške policije in enote velikosti čete iz rezervnih komponent, element 364. brigade za civilne zadeve, in 404. bataljon za civilne zadeve, ki je pokrival območja sev. zelene črte. 67. bolnišnica za bojno podporo (CSH) je bila razporejena v podporo operaciji Iraška svoboda (OIF) od januarja 2004 do januarja 2005 in je izvajala ločene operacije v Mosulu in Tikritu. Štab delovne skupine (TF) 67 in četa B sta delovala iz prednje operativne baze (FOB) Diamondback (Mosul), četa A pa iz FOB Speicher (Tikrit).
24. junija 2004 je usklajena serija avtomobilov bomb ubila 62 ljudi, med njimi veliko policistov.
21. decembra 2004 je bilo 14 ameriških vojakov, štirje ameriški uslužbenci Halliburtona in štirje iraški vojaki ubiti v samomorilskem napadu na jedilnico v sprednji operativni bazi (FOB) Marez poleg glavnega ameriškega vojaškega letališča v Mosulu. Pentagon je sporočil, da je bilo v napadu, ki ga je izvedel samomorilski napadalec z eksplozivnim jopičem in uniformo iraških varnostnih služb, ranjenih še 72 ljudi. Islamistična skupina Vojska Ansar al-Suna (delno se je razvila iz Ansar al-Islama) je v spletni izjavi prevzela odgovornost za napad.
Decembra 2007 je Irak ponovno odprl mednarodno letališče Mosul. Letalo Iraqi Airways je prepeljalo 152 romarjev na hadž v Bagdad, kar je bil prvi komercialni let, odkar so ameriške sile leta 1993 razglasile območje prepovedi letenja, čeprav so nadaljnji komercialni leti ostali prepovedani. 23. januarja 2008 je eksplozija v stanovanjski hiši ubila 36 ljudi. Naslednji dan je samomorilski napadalec, oblečen v policista, umoril vodjo lokalne policije, brigadnega generala Salaha Mohammeda al-Jubourija, direktorja policije v provinci Ninive, ko si je ogledoval mesto eksplozije.
Maja 2008 so iraške vojaške sile, ki so jih podpirale ZDA in jih je vodi generalmajor Riyadh Jalal Tawfiq, poveljnik vojaških operacij v Mosulu, sprožile vojaško ofenzivo kampanje Ninava v upanju, da bodo mestu prinesle stabilnost in varnost. Predstavniki Mosula v iraškem parlamentu, intelektualci mesta in druge zaskrbljene humanitarne skupine so se strinjali, da je nujno treba najti rešitev za nevzdržne razmere v mestu, vendar so še vedno verjeli, da je rešitev politična in administrativna. Spraševali so se tudi, ali bi tako obsežna vojaška ofenziva prizanesla življenja nedolžnim ljudem.
Vsi ti dejavniki so mesto med letoma 2003 in 2008 prikrajšali za njegove zgodovinske, znanstvene in intelektualne temelje, ko so številni znanstveniki, profesorji, akademiki, zdravniki, zdravstveni delavci, inženirji, odvetniki, novinarji, verski duhovniki (tako muslimanski kot krščanski), zgodovinarji, kot pa tudi strokovnjaki in umetniki, so bili ubiti ali prisiljeni zapustiti mesto pod grožnjo ustrelitve, natanko tako kot se je v tistih letih zgodilo drugod po Iraku.

### Krščanski eksodus
Leta 2008 je veliko asirskih kristjanov (približno 12.000) pobegnilo iz mesta po valu umorov in groženj njihovi skupnosti. Umor ducata Asircev, grožnje, da bodo drugi pomorjeni, če se ne spreobrnejo v islam, in uničenje njihovih hiš so sprožili hiter eksodus krščanskega prebivalstva. Nekateri so zbežali v Sirijo in Turčijo; drugi so dobili zavetje v cerkvah in samostanih. Med sunitskimi fundamentalisti in nekaterimi kurdskimi skupinami so se izmenjale obtožbe, da stojijo za tem novim eksodusom. Nekatere trditve so to povezovale s provincialnimi volitvami januarja 2009 in s tem povezanimi zahtevami asirskih kristjanov po širši zastopanosti v provincialnih svetih.
Mosul je bil napaden 4. junija 2014. Po šestih dneh bojev je Islamska država 10. junija med ofenzivo v Severnem Iraku junija 2014 prevzela mesto. Do avgusta je bila nova mestna uprava ISIS-a disfunkcionalna, s pogostimi izpadi električne energije, oslabljeno oskrbo z vodo, propadom infrastrukture in slabim zdravstvenim varstvom.

### Vlada Islamske države
Po več kot dveh letih zasedbe Mosula s strani ISIS so iraške sile s pomočjo ameriških in francoskih sil 16. oktobra 2016 sprožile skupno ofenzivo, da bi ga ponovno zavzele. Bitka za Mosul je veljala za ključno v vojaškem posredovanju proti ISIS. Vojaška ofenziva za ponovno zavzetje mesta je bila največja napotitev iraških sil po invaziji ameriških in koalicijskih sil leta 2003. 9. julija 2017 je premier Haider Al-Abadi prispel na priprave, da bi razglasil popolno osvoboditev in povrnitev Mosula po treh leta nadzora ISIS. Naslednji dan je bila podana uradna izjava. Bitka se je nadaljevala še nekaj tednov v starem mestu, preden so iraške sile 21. julija 2017 ponovno prevzele popoln nadzor nad Mosulom. Po navedbah kurdskih obveščevalnih služb je bilo v bitki ubitih na desettisoče civilistov, večina mesta pa je bila uničena zaradi koalicijskih zračnih napadov in iraškega granatiranja.

## Demografija
Po besedah Salahudina Khuda Bakhša je bil arabski geograf Ibn Havkal v Mosulu leta 969 n. št. (358 po hidžri). Imenoval ga je »lepo mesto z odličnimi trgi, obdano s plodnimi območji, od katerih je najbolj slavna okolica Niniv, kjer je bil prerok Jona. V 10. stoletju so prebivalstvo sestavljali Arabci in številna okrožja okoli Mosula, ki zasedajo celotno Dijar Rabia, je natančno naštela Ibn Havkal.«
V 20. stoletju je bil Mosul pokazatelj mešanja etničnih in verskih kultur v Iraku. Danes ima Mosul večino sunitskih Arabcev v mestnih območjih, kot je središče Mosula zahodno od Tigrisa; čez Tigris in severneje v primestnih območjih je na tisoče Asircev, Kurdov, Turkmenov, Šabakov, Jezidov, Armencev in Mandejcev sestavljalo ostalo prebivalstvo Mosula. Šabaki so bili skoncentrirani na vzhodnem obrobju mesta.

## Geografija
Mosul stoji 223 metrov nad morsko gladino v regiji Gornje Mezopotamije na Bližnjem vzhodu. Jugozahodno od Mosula je Sirska puščava, na vzhodu pa gorovje Zagros.
Pet mostov prečka Tigris v Mosulu, znan od severa proti jugu kot: [79]
- Most Al Šohada (ali "Tretji most")
- Peti most; most je bil uničen zaradi letalskih napadov ameriške koalicije 3. novembra 2016.
- Stari most (ali "železni most" ali "prvi most")
- Most Al Hurija (dobesedno »most svobode«, znan tudi kot »drugi most«): most al-Huriya, ki je približno 1 km severno od 4. mostu in 0,8 km južno od 1. mostu, povezuje soseski Bab at-Tawb na zahodnem bregu in al-Faisalija na vzhodnem bregu. Pred uničenjem mostu l. Leta 2016 je most na dan po ocenah prečkalo 10.495 vozil. Oktobra 2016 je ameriški zračni napad uničil prvo razpetino mostu (začenši z leve) skupaj z levoobrežni pristop. Kasneje so bombni napadi Islamske države uničili še tri razpone (4., 5. in 6.) in poškodovali zadnji dve (2. in 3. razpon). Po tem so sile iraške vojske postavile začasen pontonski most 0,2 km severno od mostu al-Hurija, da bi zagotovile nadomestno pot za dnevne migrante.
- Četrti most

Mosulski jez je bil zgrajen v 1980-ih za oskrbo Mosula s hidroelektrično energijo in vodo. Kljub temu so izpadi oskrbe z vodo še vedno pogosti.
Mosul ima vroče polsušno podnebje (BSh), ki meji na sredozemsko podnebje (Csa), z izjemno vročimi, dolgotrajnimi, suhimi poletji, kratkimi blagimi sezonami in zmerno mokrimi, relativno hladnimi zimami.

## Zgodovinske in verske stavbe
Mosul je bogat s starimi zgodovinskimi kraji in starodavnimi stavbami: mošejami, gradovi, cerkvami, samostani in šolami, od katerih imajo mnoge pomembne arhitekturne značilnosti in okrasna dela. Središče mesta obvladuje labirint ulic in hiš iz 19. stoletja. Tržnice so znane po mešanici ljudi, ki se tam prerivajo: Arabci, Kurdi, Asirci, iraški Judje, iraški Turkmeni, Armenci, Jazidi, Mandejci, Romi in Šabaki.
Mosulski muzej vsebuje številne najdbe iz starodavnih najdišč starih asirskih prestolnic Ninive in Nimrud. Razporejen je okoli dvorišča in s fasado iz mosulskega marmorja, ki vsebuje prikaze življenja v Mosulu, prikazanega v obliki table. Dne 26. februarja 2015 so borci ISIL uničili starodavne asirske artefakte v muzeju.
Angleška pisateljica Agatha Christie je živela v Mosulu, medtem ko je njen drugi mož Max Mallowan, arheolog, sodeloval pri izkopavanjih v Nimrudu.

## Zgodovinske mošeje in svetišča
| Stavba                            | Slika | Četrt                    | Posvečena             | prvič zgrajena | Obdobje                                         | Opomba |
| --------------------------------- | ----- | ------------------------ | --------------------- | -------------- | ----------------------------------------------- | --- |
| Velika mošeja Al Nuri             |       | Staro mesto Mosul        | Sunitizem             | 1172–1173      | Zengid                                          | Prvo zgradil Nur al-Din Zangi v letih 1172-1173. Najbolj znana je po nagnjenem minaretu, znanem kot Al-Hadba (grbavec). Molitvena dvorana je bila ponovno zgrajena sredi 20. stoletja, med letoma 1940 in 1950. Uničena leta 2017 med bitko za Mosul in je trenutno v obsežni obnovi. |
| Mošeja Al-Nabi Junus              |       | An Nabi Junus            | Sunitizem             | 1365           | Seldžuki                                        | Zgrajena nad staro asirsko krščansko cerkevijo. Verjamejo, da vsebuje Jonove ostanke. Leta 2014 jo je porušila Islamska država Iraka in Levanta. |
| Mošeja Al-Nabi Džirdžis           |       | Staro mesto Mosul        | Sunitizem             | 1393           | Timuridi                                        | Gradnjo je ukazal Tamur Lenk leta 1393. Vsebuje grobnico, ki naj bi bila grobnica sv. Jurija. Vsebuje dve molitveni dvorani za privržence Šafijev in Hanafijev. Leta 2014 ga je porušila Islamska država.                                                                             |
| Mošeja Al-Nabi Šith               |       | Ar Rafidajn              | Šiitizem              | 1815           | Osmani                                          | Verjamejo, da vsebuje grobnico Setha, Adamovega sina. Nekdaj del velikega pokopališča in obdana z mavzoleji, ki jih ni več. Popolnoma nova stavba je bila zgrajena med 1970 in 1980. Islamska država jo je leta 2014 porušila, vendar je v fazi obnove.                               |
| Mošeja Imama al-Baherja           |       | Mahalat al-Imam al-Bahir | Sunitizem             | 1259           | Zengid                                          | V dobi Zengidov jo je zgradil Badr al-Din Lulu. Ima grob ostankov imama al-Bahirja, Mohamedovega potomca. Leta 2014 jo je porušila Islamska država, vendar je bila leta 2022 obnovljena.                                                                                              |
| Mavzolej Jahja Abu al-Kasima      |       | Shafaa                   | Šiitizem              | 1239           | Zengid                                          | V dobi Zengidov ga je zgradil Badr al-Din Lulu. Ima grob ostankov Jahja Abu al-Kasima ibn Hasana, Mohamedovega potomca. Leta 2014 ga je porušila Islamska država. |
| Mošeja Al-Imam Muhsin             |       | Shafaa                   | Sunitizem in šiitizem | 12. stoletje   | Seldžuki (mošeja in medresa), Zengid (svetišče) | Nekdanji kompleks mošeje in medrese, zgrajen v času Seldžukov, je medreso v zengidskem obdobju spremenil v svetišče za Muhsina ibn Alija Badr al-Din Luluja. Leta 2014 ga je porušila Islamska država.                                                                                |
| Mavzolej Imam Awn Al-Dina         |       | Bab at-Tub               | Šiitizem              | 1248           | Zengid                                          | Zgradba, ki jo je zgradil Badr al-Din Lulu, je preživela mongolske invazije v 13. stoletju. V njem so pokopani ostanki Avn al-Din ibn Hasana. Leta 2014 ga je porušila Islamska država.                                                                                               |
| Mošeja Hamu al-Kadu               |       | Al Midan                 | Sunitizem             | 1881           | Osmani                                          | V osmanskem obdobju jo je zgradil Abdulah Čalabi, bogati trgovec. Vsebuje grobnico Ala al-Dina, ki je potomec Abdula Kadirja al-Džilanija. Leta 2014 ga je porušila Islamska država.                                                                                                  |
| Svetišče šejka Fathi al-Mavsilija |       | Bab Sindžar              | Sunitizem             | 835            | Seldžuki                                        | Verski kompleks vključuje mošejo in grobnico Al-Fatha al-Mavsilija, cenjenega asketa, ki je živel v Mosulu. |

### Cerkve in samostani
Mosul je imel največji delež asirskih kristjanov med vsemi iraškimi mesti zunaj kurdske regije in vsebuje več zanimivih starih cerkva, od katerih nekatere izvirno izvirajo iz zgodnjih stoletij krščanstva. Njegove starodavne asirske cerkve so pogosto skrite in njihovih vhodov v debelih zidovih je težko najti. Nekatere od njih so pretrpele pretirane obnove.
- Šamoun Al-Safa (Sv. Peter, Mar Petros): Ta cerkev je iz 13. stoletja in je poimenovana po Šamoun Al-Safa ali sv. Petru (Mar Petros v asirski aramejščini). Prej se je imenovala po apostolih Petru in Pavlu, v njej pa so živele redovnice Srca Jezusovega.
- Cerkev svetega Tomaža (Mar Touma v asirski aramejščini): ena najstarejših zgodovinskih cerkva, poimenovana po apostolu svetem Tomažu, ki je oznanjal evangelij na Vzhodu, vključno z Indijo. Natančen čas njene ustanovitve ni znan, vendar je bilo pred letom 770 našega štetja, saj je Al-Mahdi, abasidski kalif, omenjen, da je poslušal pritožbe glede te cerkve na svojem potovanju v Mosul.
- Cerkev Mar Petion: Mar Petion, ki ga je njegov bratranec izobraževal v samostanu, je bil mučen leta 446 našega štetja. Je prva kaldejska katoliška cerkev v Mosulu po združitvi številnih Asircev z Rimom v 17. stoletju. Izvira iz 10. stoletja in leži 3 m pod nivojem ulice. Ta cerkev je bila uničena in je bila večkrat obnovljena. Na enem izmed treh delov je bila leta 1942 zgrajena dvorana. Zaradi tega je večina umetniških značilnosti močno poškodovana.
- Starodavna cerkev Tahira (Brezmadežna): Blizu Baš Tapia velja za eno najstarejših cerkva v Mosulu. Noben dokaz ne pomaga določiti njenega natančnega območja. Lahko bi šlo za ostanke cerkve Gornjega samostana ali za porušeno cerkev Mar Zena. Cerkev Al-Tahira sega v 7. stoletje in leži 3 m pod nivojem ulice. Nazadnje rekonstruirana leta 1743.
- Cerkev Al-Tahera: Sirska katoliška cerkev, dokončana leta 1862.
- Cerkev Mar Hudeni: Ime je dobila po Mar Ahudemmehu (Hudeni) Maphrianu iz Tikrita, ki je bil mučen leta 575 n. št.. Mar Hudeni je stara cerkev Tikritanov v Mosulu. Datira v 10. stoletje, leži 7 m pod nivojem ulice in je bila prvič rekonstruirana leta 1970. Ljudje lahko dobijo mineralno vodo iz vodnjaka na njenem dvorišču. Veriga, pritrjena v steno, naj bi zdravila epileptike.
- Samostan sv. Jurija (Mar Gurguis): ena najstarejših cerkva v Mosulu, poimenovana po sv. Juriju, ki stoji severno od Mosula, je bila verjetno zgrajena pozno v 17. stoletju. Romarji iz različnih koncev severa ga obiščejo vsako leto spomladi, ko se veliko ljudi odpravi tja tudi na počitnice. Stoji približno 6 m pod nivojem ulice. Nad staro cerkev so leta 1931 zgradili sodobno cerkev, s čimer so odpravili velik del njenega arheološkega pomena. Edina spomenika, ki sta ostala, sta marmornat podboj vrat, okrašen z vklesanim napisom Estrangelo (Sirščina) in dve niši, ki izvirata iz 13. ali 14. stoletja.
- Mar Matte: Ta samostan stoji približno 20 km vzhodno od Mosula na vrhu visoke gore Maqloub. Zgradil ga je Mar Matte, menih, ki je z več drugimi menihi leta 362 pobegnil iz samostana Zuknin blizu mesta Amid (Dijarbakir) v južnem delu Male Azije (sodobna Turčija) in severu Iraka med vladavino cesarja Julijana (361–363 n. št.). Ima dragoceno knjižnico s sirskimi spisi.
- Samostan Mar Behnam: imenovan tudi Deir Al-Džubb (samostan cistern) in zgrajen v 12. ali 13. stoletju, leži na Ninivski planpti blizu Nimruda približno 32 km jugozahodno od Mosula. Samostan, velika utrdbi podobna zgradba, se dviga poleg grobnice Mar Behnama, princa, ki so ga ubili Sasanidi, morda v 4. stoletju našega štetja. Po legendi je bil sin asirskega kralja.
- Samostan sv. Elije (Dair Mar Elia): iz 6. stoletja je bil najstarejši krščanski samostan v Iraku, dokler ga ni januarja 2016 uničila ISIS.[46]

Grad Baštabija: porušen grad iz 12. stoletja, ki se dviga visoko nad Tigrisom in je bil eden redkih ostankov starega obzidja Mosula, dokler ga leta 2015 ni delno porušila IS.